# Poecilotheria pococki
Poecilotheria pococki là một loài nhện trong họ Theraphosidae.
Loài này thuộc chi Poecilotheria. Poecilotheria pococki được miêu tả năm 1996 bởi Charpentier.